# Église Saint-Algis de Saint-Algis
L'église Saint-Algis est une église située à Saint-Algis, en France.

## Localisation
L'église est située sur la commune de Saint-Algis, dans le département de l'Aisne.

## Historique
En 1639, Pierre Mouze s'engage à fournir les ardoises pour la couverture de la grosse tour et des quatre tourelles de l'église de Saint-Algis. Le monument est inscrit au titre des monuments historiques en 1989.

### Extérieur de l'église

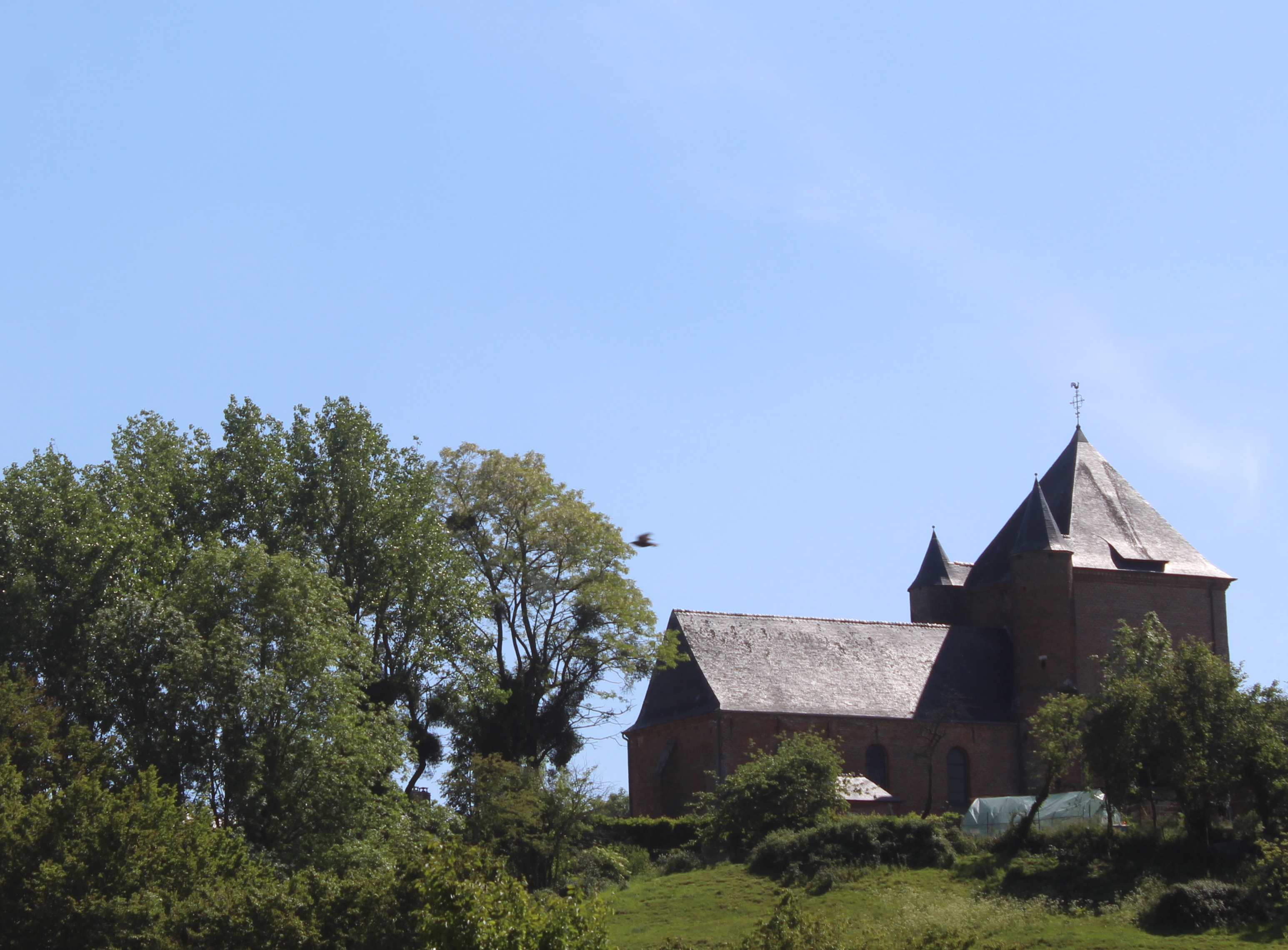
Vue de l'église depuis l'ancienne gare.
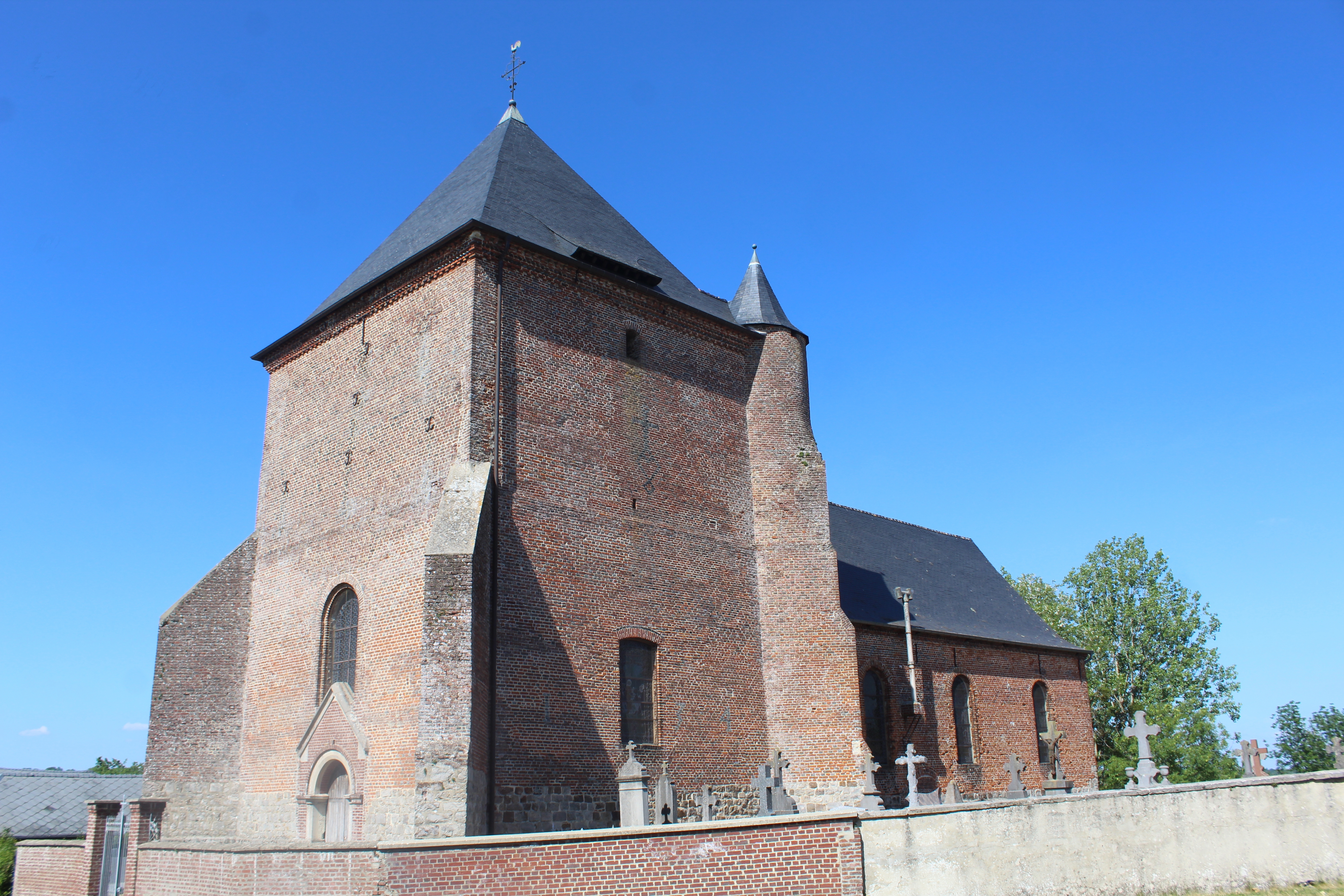
La nef, donjon fortifié soutenu par des contreforts à chaque angle.
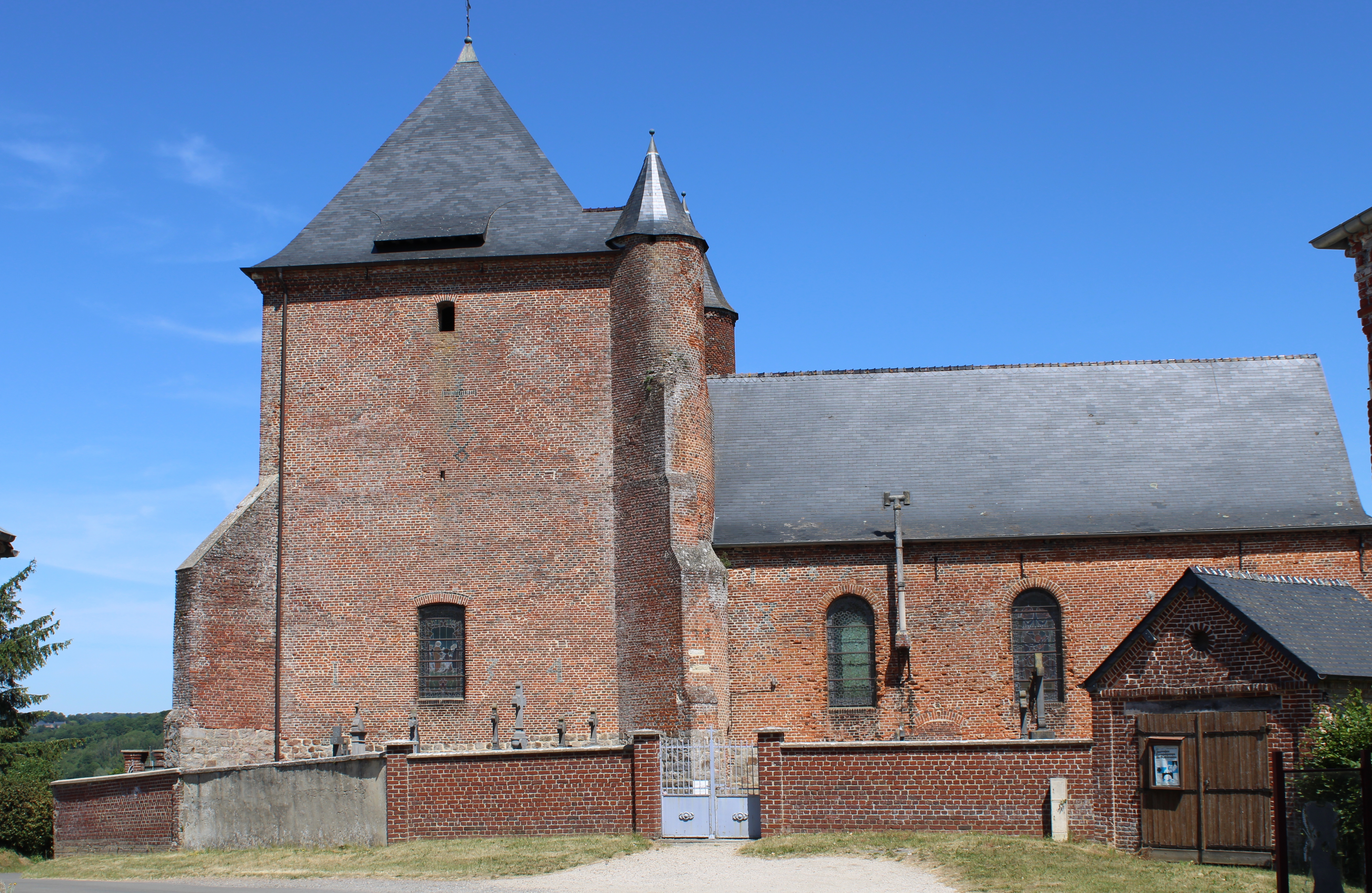
Vue latérale de l'église.
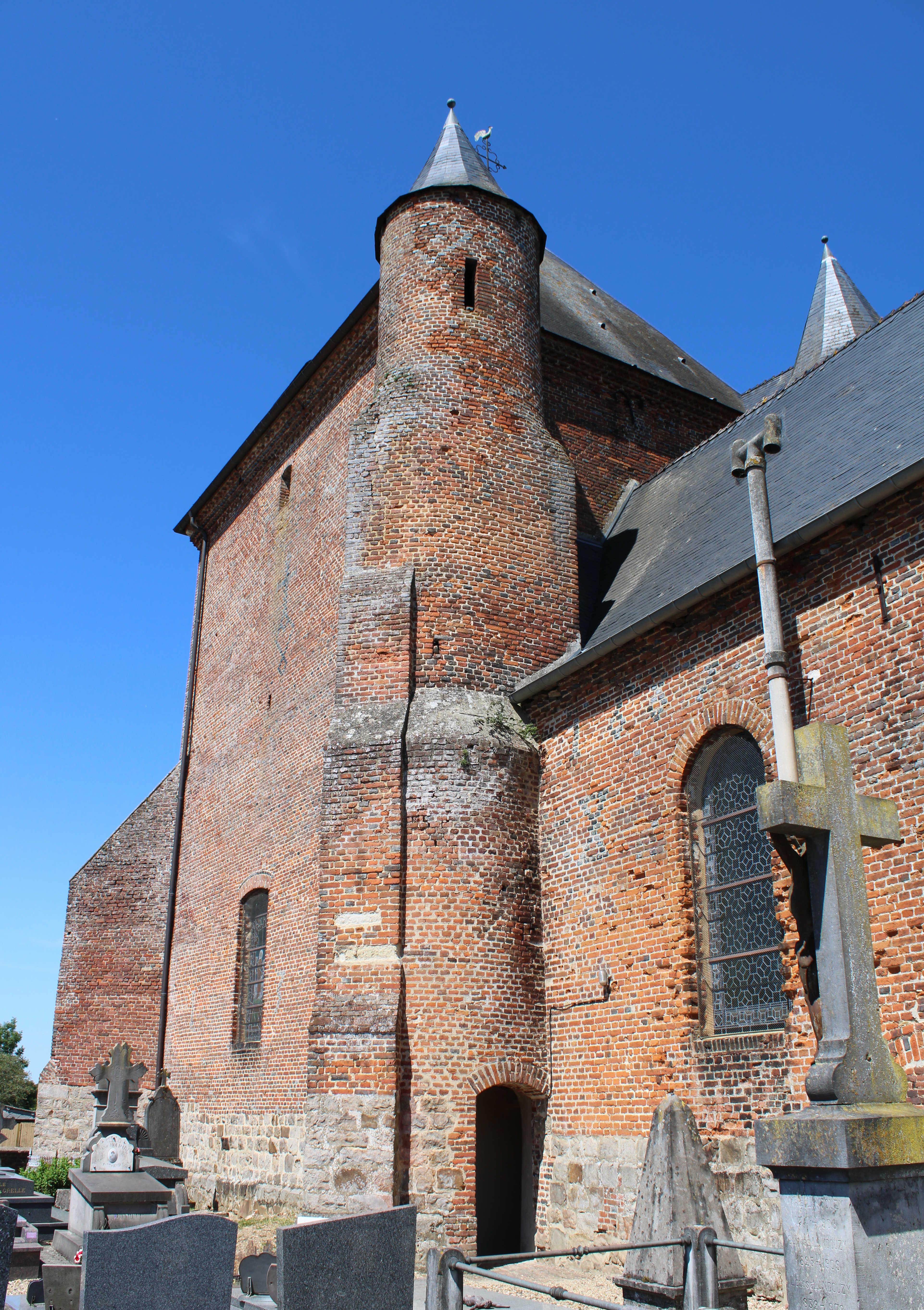
Une des deux tours d'angle avec sa porte d'entrée.
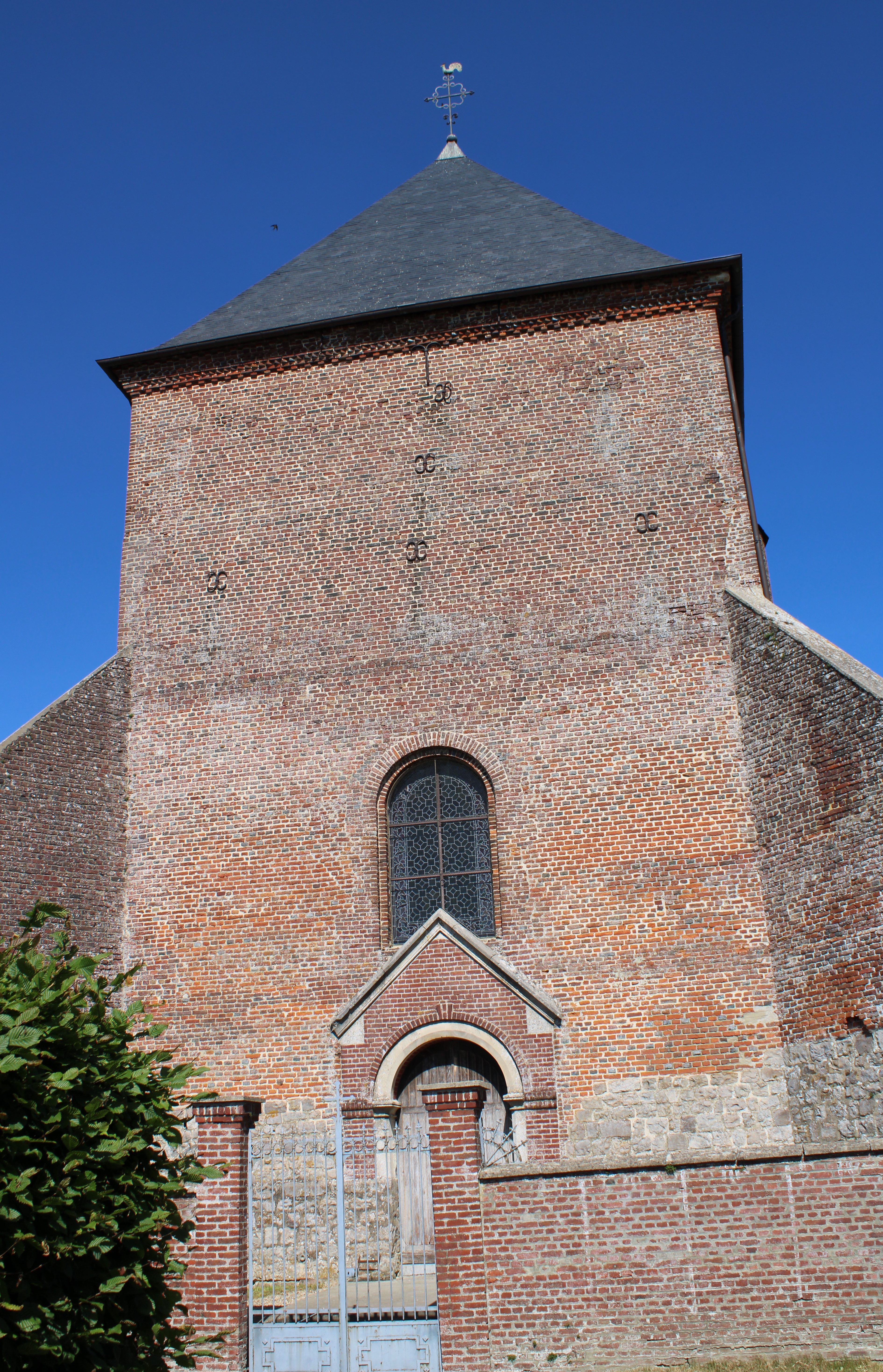
La façade de l'église.
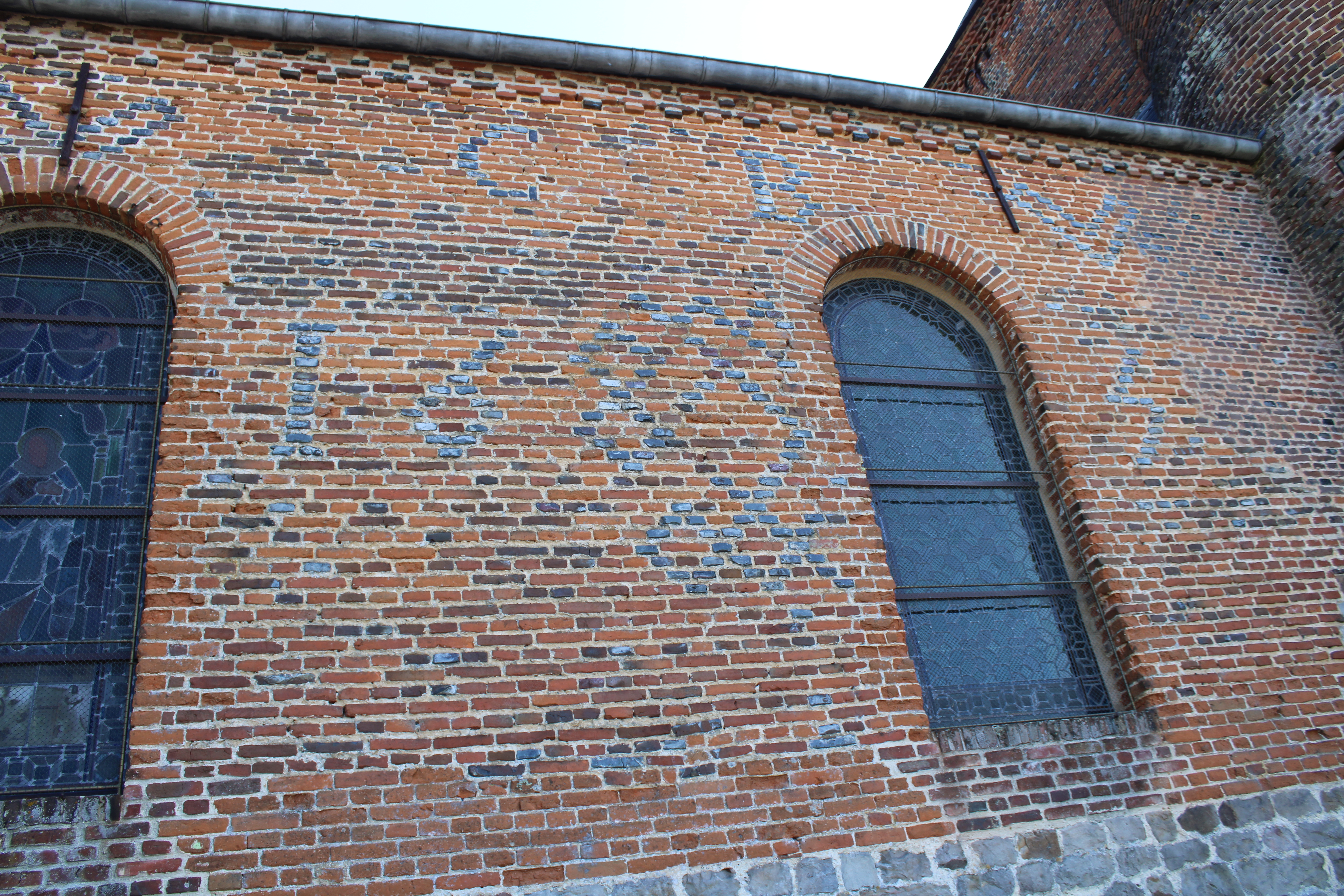
Inscriptions en briques surcuites sur le mur du chœur : initiales C B et la date 1683.

### Intérieur de l'église

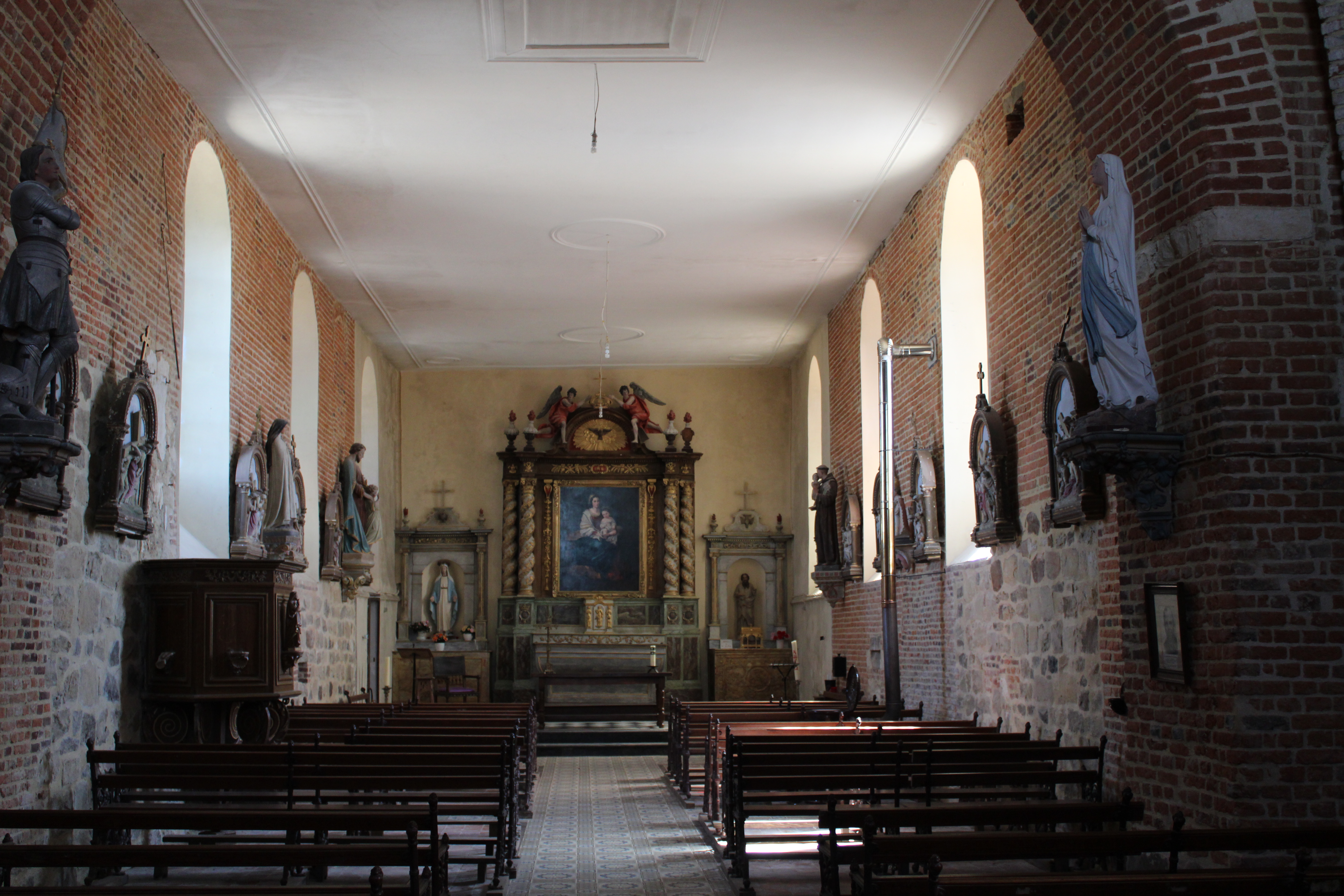
La nef et le chœur.
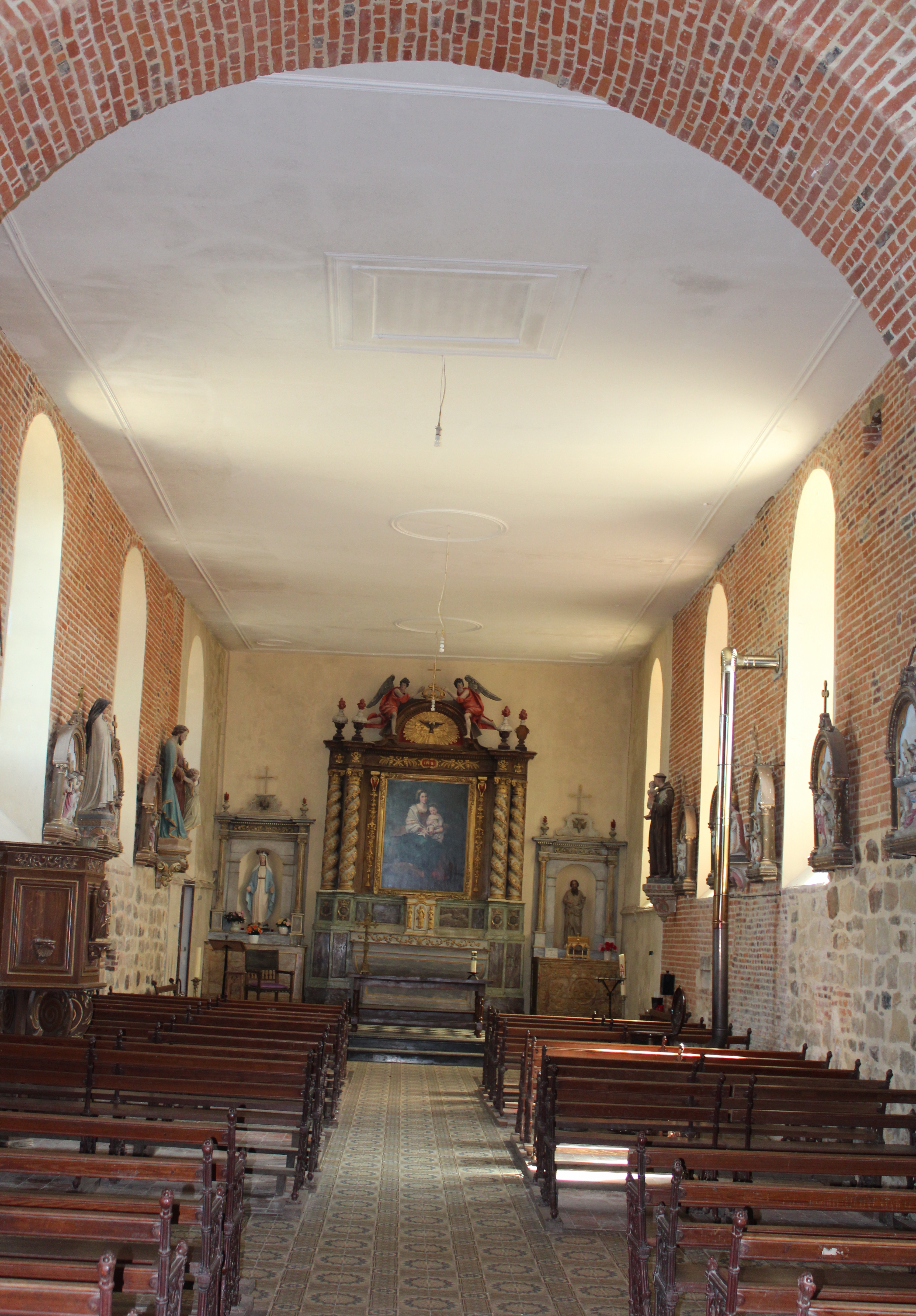
Le chœur.
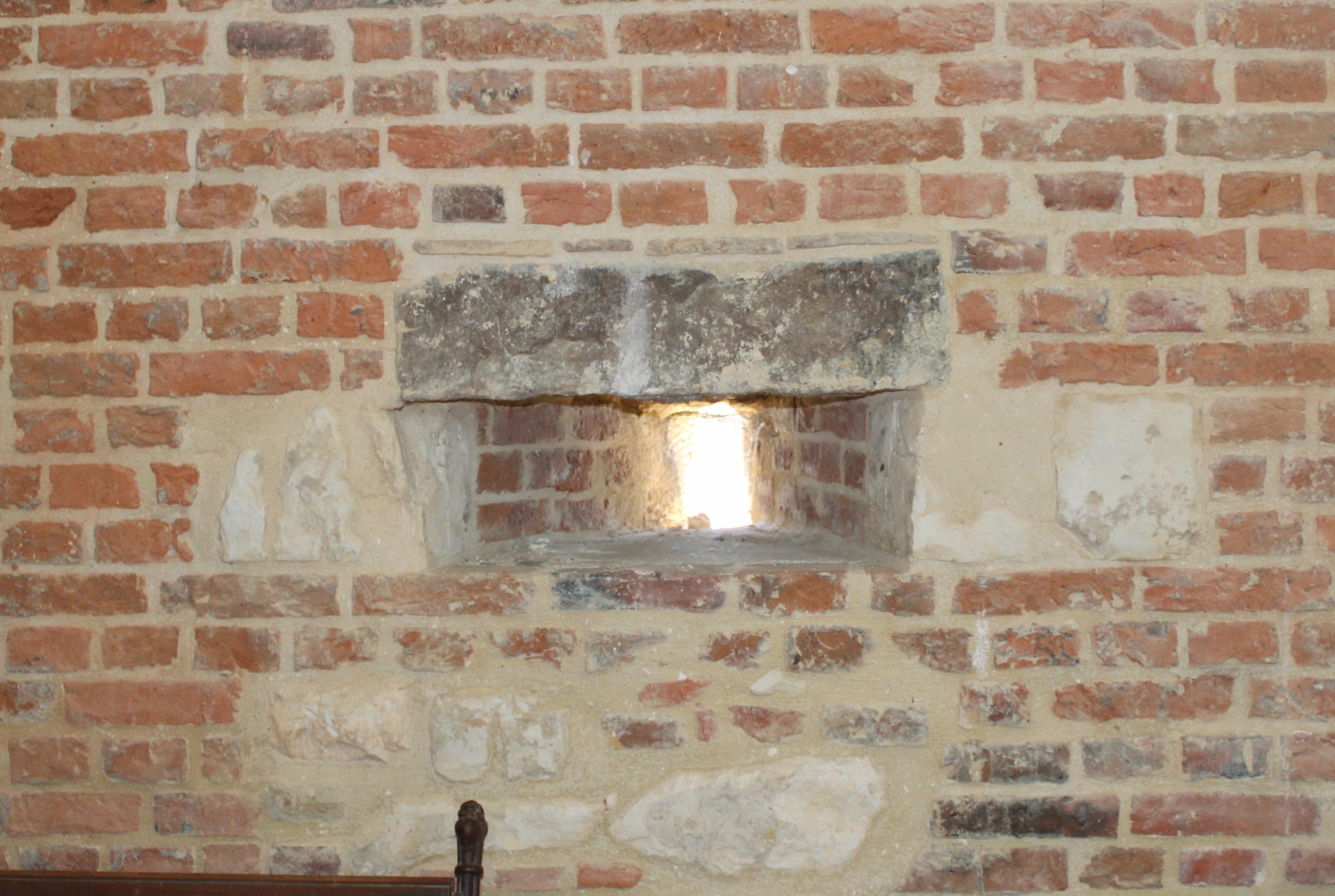
Une meurtrière.
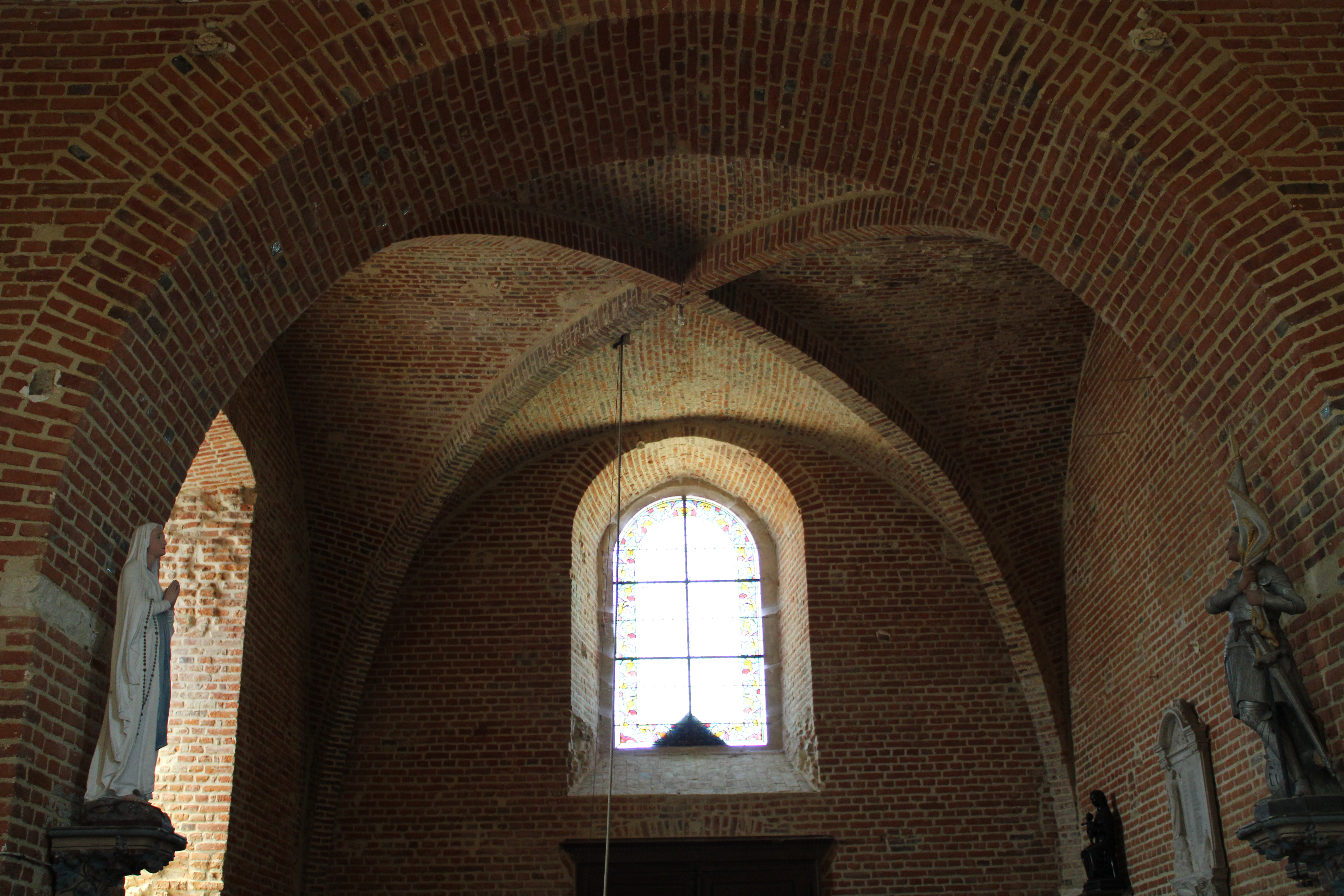
Clé de voûte en briques supportant le grenier fortifié.
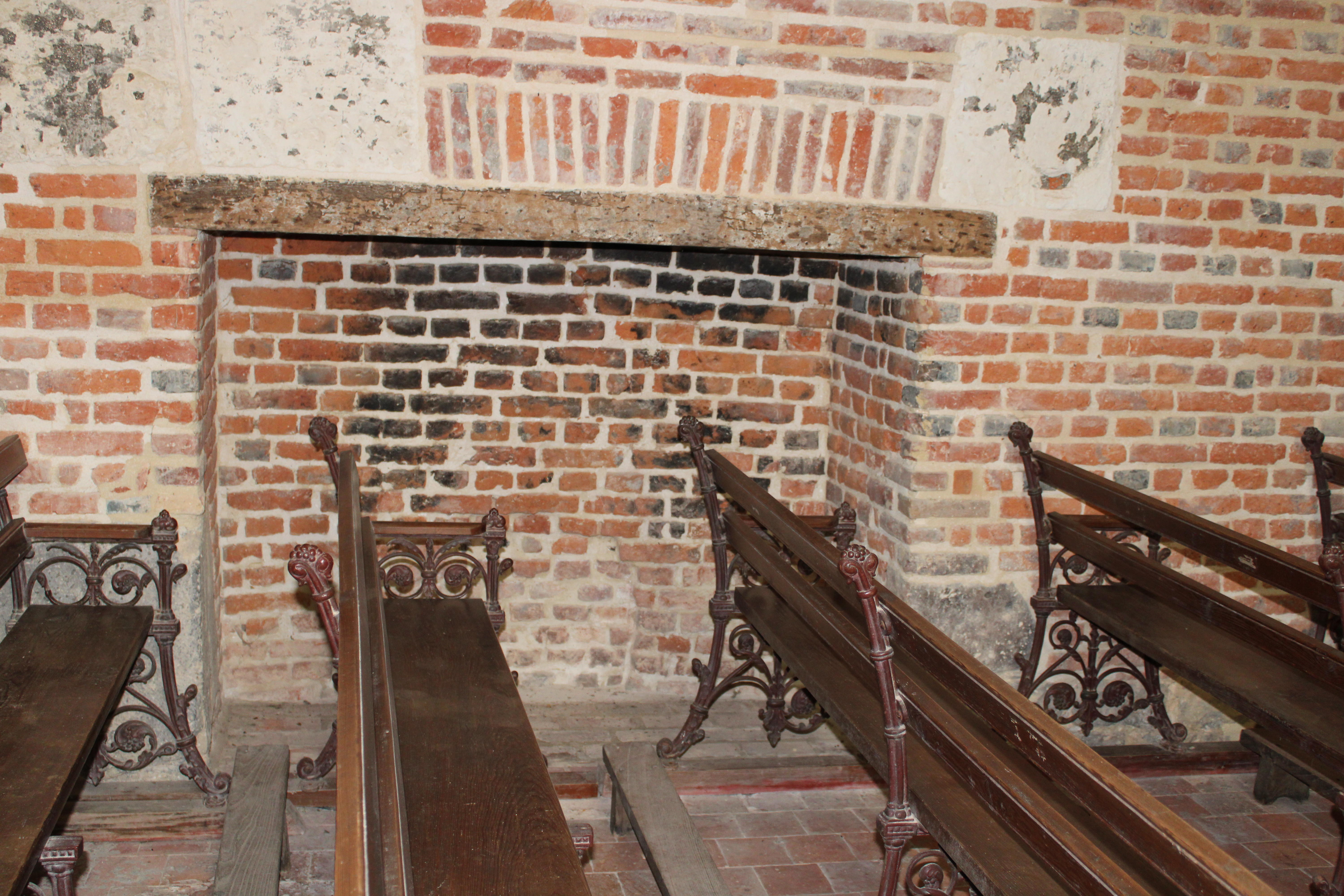
Ancienne cheminée.
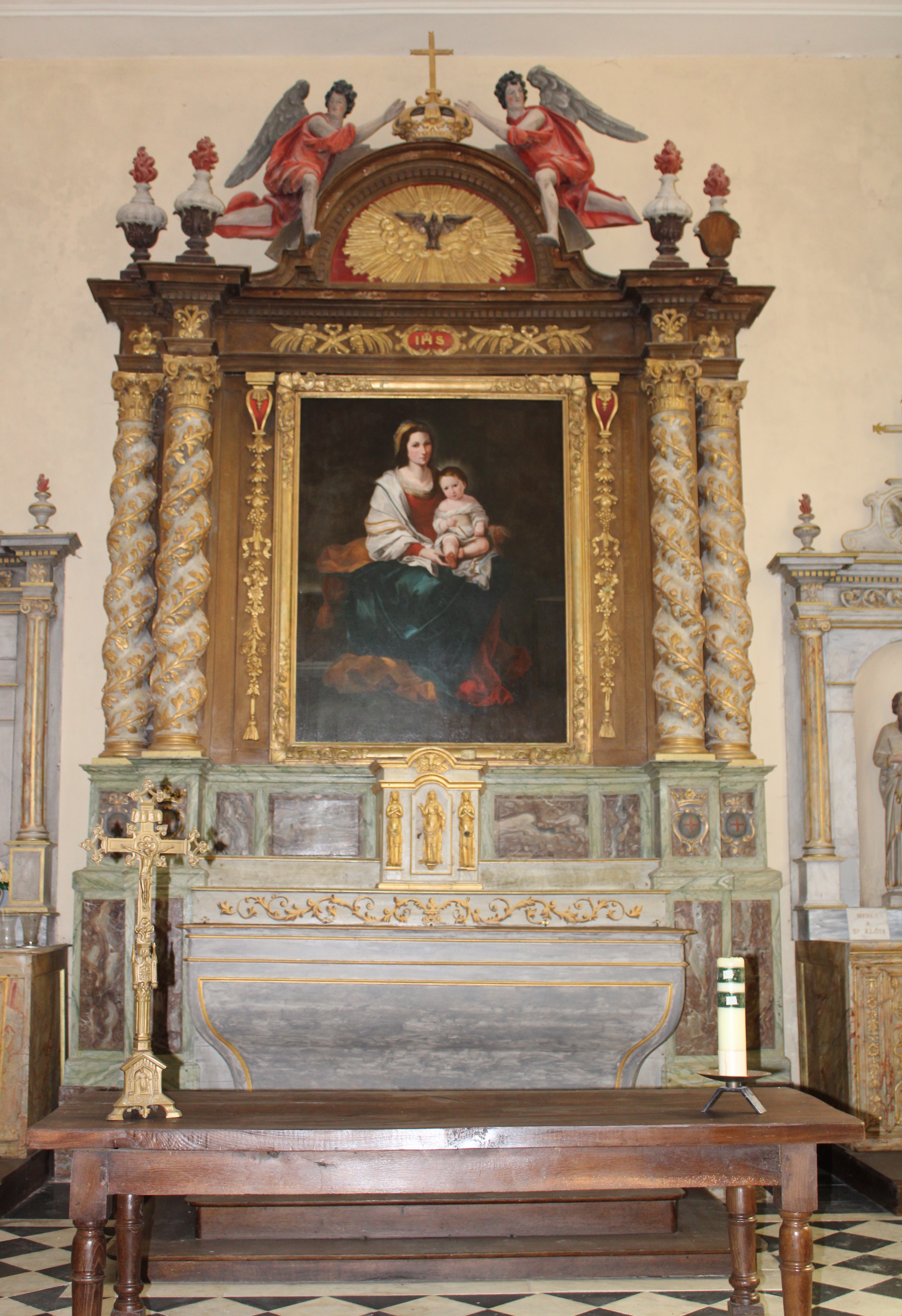